# Santuario della Consolata (Levone)
Il santuario della Consolata  (o cappella della Consolata o santuario della Beata Vergine Consolatrice ) è un edificio religioso di Levone, in città metropolitana e arcidiocesi di Torino; fa parte del distretto pastorale Torino Nord

## Storia

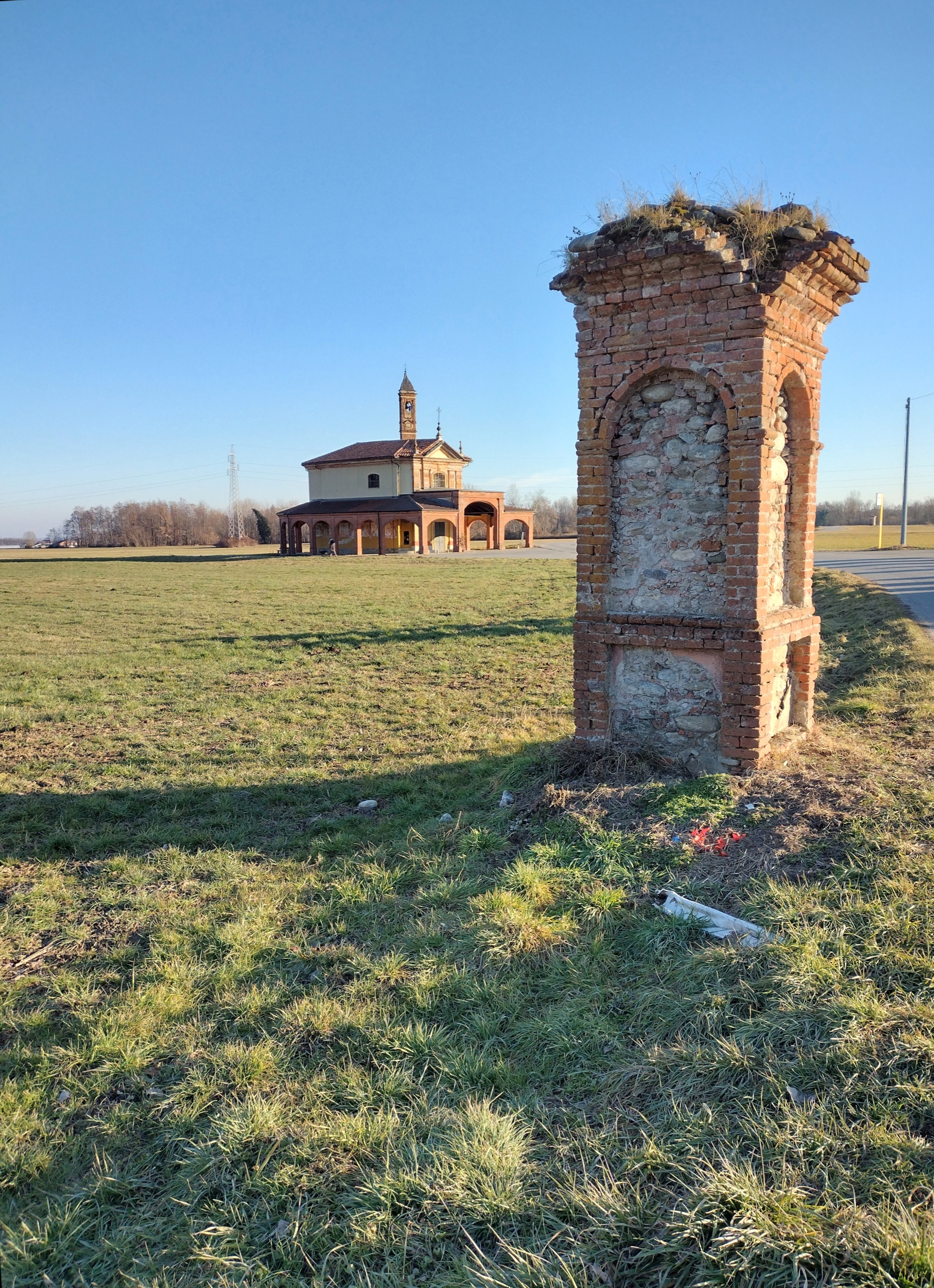
Il santuario visto dalla campagna circostante

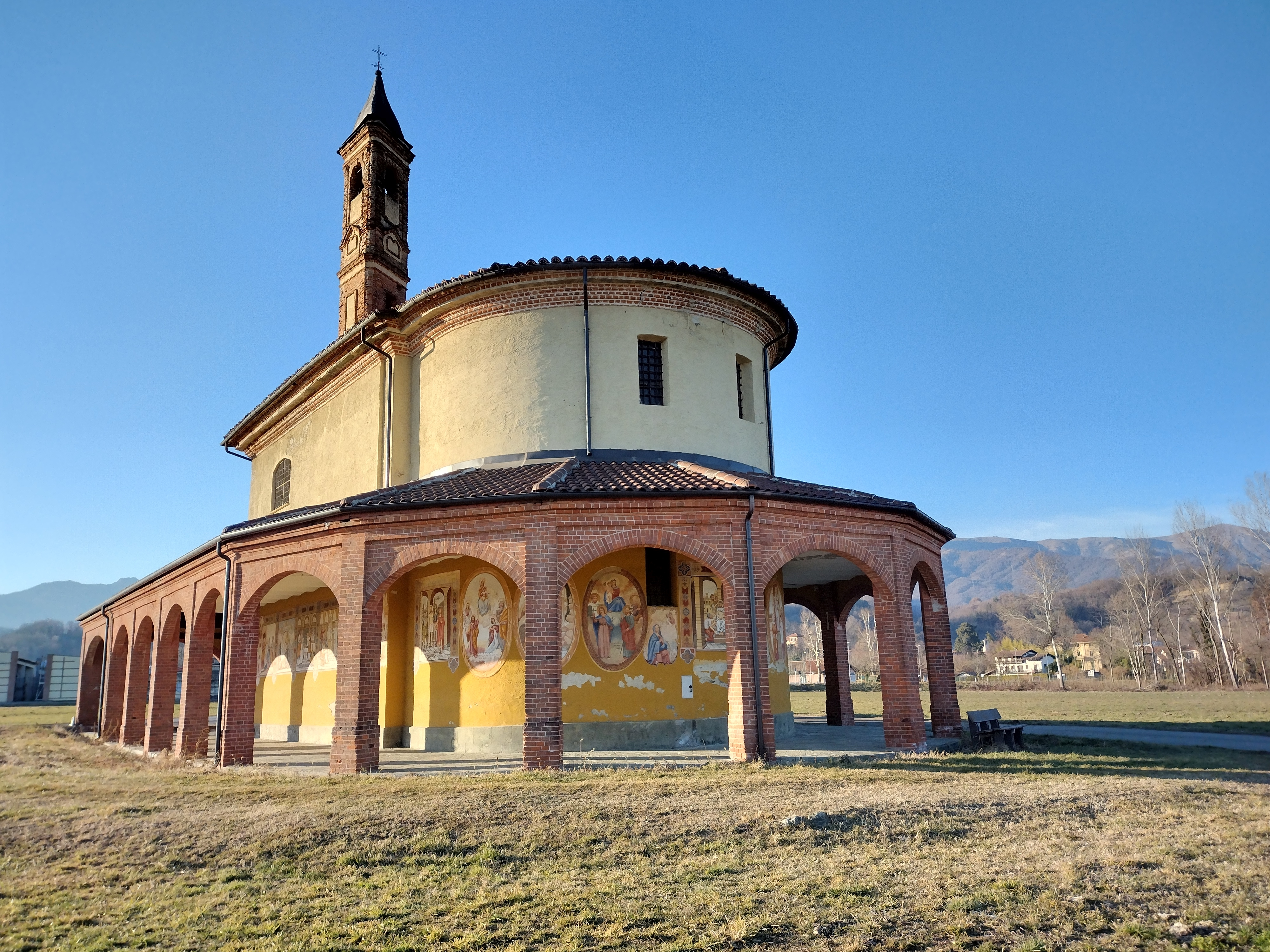
Vista dell'abside

Il santuario venne costruito nel 1774 in una località dove preesisteva un pilone votivo, anch'esso dedicato alla Consolata e che è tuttora conservato all'interno dell'attuale edificio religioso. La costruzione del santuario venne chiesta dalla popolazione locale a seguito di un fatto miracoloso avvenuto sul posto. La progettazione della chiesa è attribuita da Goffredo Casalis all'architetto reale Giuseppe Ogliani, mentre secondo altre fonti fu progettato dall'ingegnere Francesco Mollo di Busano. Nel 1821 vennero realizzati alcuni dipinti sul pilone votivo, e nel 1861 si costruì una sacrestia. Tra il 1884 e il 1891 fu invece edificato il portico che oggi circonda l'edificio. Nei primi dieci anni del XX secolo il pittore Antonio Vincenzo decorò le pareti esterne con vari dipinti ex-voto, mentre nella seconda metà del Novecento vennero effettuati alcuni lavori di manutenzione e di messa in sicurezza, come il rifacimento del tetto.
Il santuario è tuttora frequentato e oggetto di devozione, e vi si celebra annualmente una festa che prevede, oltre ad una novena, a varie celebrazioni religiose e a una processione, anche alcuni eventi collaterali.
Nella mattinata del 3 giugno 2023 una vettura, uscendo dalla vicina Strada Provinciale, si è schiantata contro il porticato del Santuario, causandone un parziale crollo.

## Descrizione

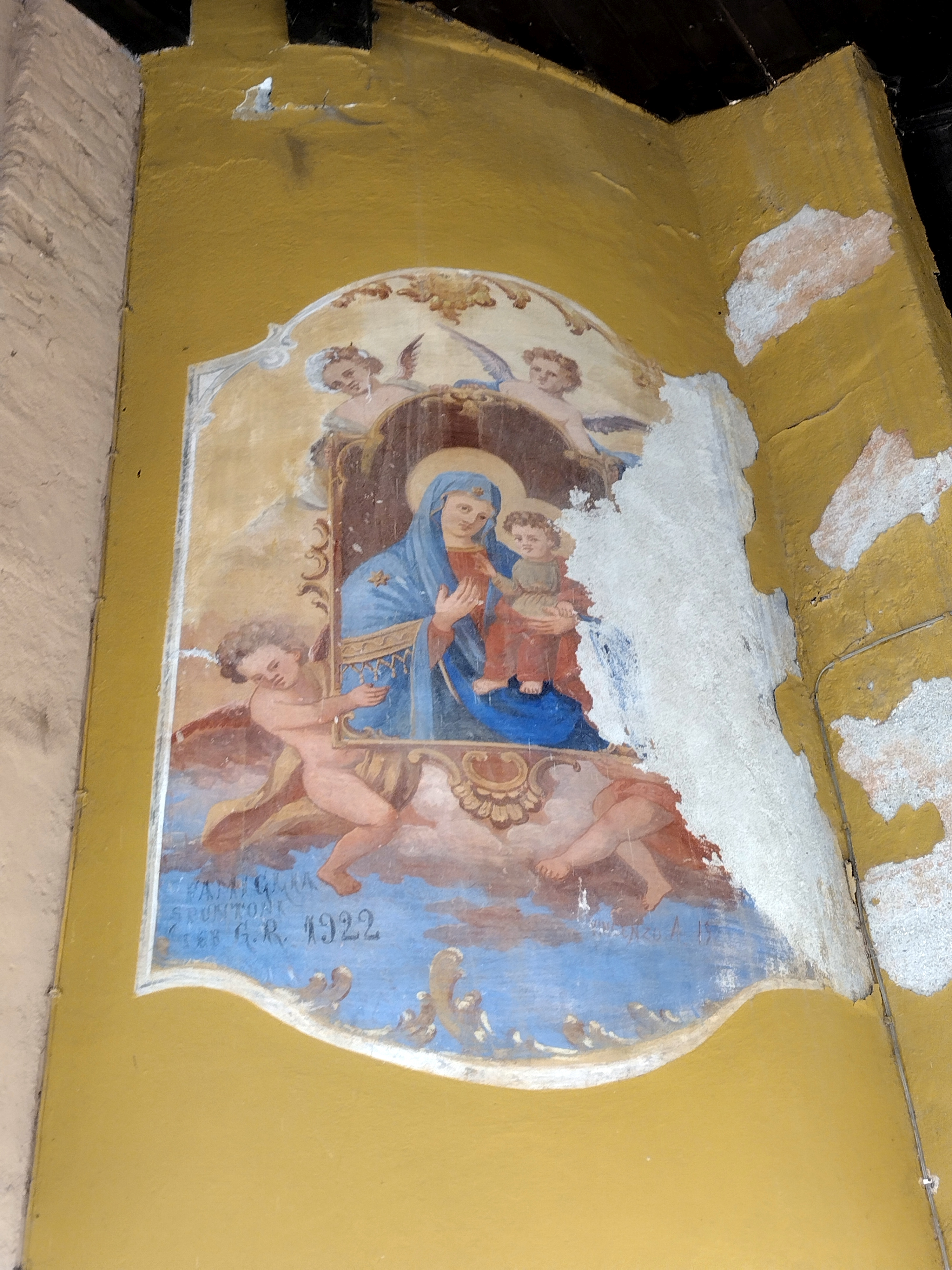
Uno dei dipinti del porticato

L'edificio si trova in un'area prativa isolata rispetto all'abitato di Levone, nei pressi del cimitero e della strada di collegamento tra Levone e Barbania. La chiesa ha pianta rettangolare ed è circondata da un porticato affrescato con immagini votive. La sua facciata principale è rivolta ad occidente; il campanile è di piccole dimensioni ed ha pianta triangolare. È sormontato da una cuspide in rame. L'interno è caratterizzato dal presbiterio che coincide con la porzione absidale della chiesa. Gli stucchi sono stati realizzati dal Bollina, artista luganese, mentre gli affreschi sono attribuiti ai pittori Chiabodo da Corio, Cubito da San Maurizio e Antonio Bogetto. L'altare ha un rivestimento in marmo policromo e un ripiano ligneo. La sacrestia si trova dietro all'altare maggiore. Numerosi dipinti ex-voto sono presenti per ricordare le grazie che la devozione popolare ha nel tempo attribuito alla Madonna.